# Pterostemma antioquiense
Pterostemma es un género monotípico de orquídeas epifitas. Su única especie: Pterostemma antioquiense F.Lehm. & Kraenzl., Bot. Jahrb. Syst. 26: 489 (1899), es originaria de Sudamérica.

## Descripción
Es un género difícil de encontrar que no posee pseudobulbos y tiene unas hojas carnosas y cuya corta inflorescencia en racimo se desarrolla en el lateral con pocas flores. Los pétalos son más estrechos que el labio que es simple y no tiene adornos. La columna tiene una gran antera dorsal con dos polinias.

## Distribución y hábitat
Son especies diminutas que crecen en hábitat fríos, son epífitas y se encuentran en Colombia, Ecuador y Brasil. 

## Taxonomía
Pterostemma antioquiense fue descrita por F.Lehm. & Kraenzl. y publicado en Botanische Jahrbücher für Systematik, Pflanzengeschichte und Pflanzengeographie 26: 489. 1899.
Etimología
Su nombre significa la "Pterostemma de Antioquia" (un Departamento de Colombia).